# 127
127 (CXXVII) var ett normalår som började en tisdag i den julianska kalendern.

## Händelser

### Okänt datum
- Hadrianus återvänder till Rom efter en sju år lång rundresa i de romerska provinserna.
- Hadrianus bestämmer, efter råd från sin prokonsul över Asien, Minucius Fundanus, att kristna inte skall avrättas utan rättegång.
- Filosofen Karpokrates motsätter sig innehavet av privat egendom som varande okristet.

## Födda
- Zheng Xuan, kinesisk filosof